# Locminé
 Locminé  (en bretón Logunec'h) es una población y comuna francesa, situada en la región de Bretaña, departamento de Morbihan, en el distrito de Pontivy y cantón de Locminé.

## Demografía
| 2442 | 2675 | 3396 | 3424 | 3346 | 3430 |
| Para los censos de 1962 a 1999 la población legal corresponde a la población sin duplicidades (Fuente: INSEE [Consultar]) |      |      |      |      |      |